# Batracomorphus artemisiae
Batracomorphus artemisiae är en insektsart som beskrevs av Lindberg 1958. Batracomorphus artemisiae ingår i släktet Batracomorphus och familjen dvärgstritar. Inga underarter finns listade i Catalogue of Life.